# 잭 맥멀런
잭 맥멀런(영어: Jack McMullen, 1991년 2월 22일 ~ )는 잉글랜드의 배우이다.